# Перехожі. Південно-Східна Азія
Перехожі. Південно-Східна Азія — книга оповідань Богдана Логвиненка, видана львівським видавництвом Видавництво Старого Лева у 2016 році. Загальний наклад 3000 примірників (станом на вересень).

## Опис книги
Ці короткі історії — наче портрети тих, кого автор зустрічає під час своєї подорожі Таїландом, Лаосом, В'єтнамом, Малайзією та Сінгапуром. Портрети людей живих і справжніх — без прикрас, без вигадок і художніх метафор. Портрети прості і спонтанні. Тут корінні мешканці і туристи, індійські студенти і в'єтнамські мільйонери, типові таксисти і нетипові власники кафе.
Усі, чиїми очима дивиться мандрівник, усі, чиїми вухами він слухає. Ті, ким захоплюється, ті, кому дивується, ті, яких не розуміє. Ті, які його обдаровують — і, може, він сам не знає, хто більше: старий дисидент, який дає цінні поради про життя, чи десятирічний хлопчик, що не боїться розповідати про свої мрії…
Книга була представлена на Форумі видавців у Львові 17 вересня 2016 на майданчику Мандри. Форум.

## Автор про книгу
| Історія "Перехожих" написані у мережі і для мережі – упродовж двох з половиною років моїх мандрів Південно-Східною Азією. Я навіть не підозрював, що ці історії можуть стати книгою. Ідея такої "матеріалізації" виникла у видавця, за що я уклінно вдячний - і дарую йому тягар відповідальності за успішність цього проекту. Я довго не міг написати вступ, відредагувати тексти, бо вони всі – уже прожиті й пережиті. Мене рятувала тільки віра в те, що їх читали ще не всі - або ж не всі читали. Або, ймовірно, комусь захочеться побачити їх разом, під однією обкладинкою. Принаймні видавництву, мені і моїй мамі - за що я їй дуже вдячний. "Перехожі" – це уривки із життя різних людей, фрагменти наших раптових зустрічей, а часом підглядання у шпарину. Мандрівники зазвичай описують подорожі суто через власну призму. А ці тексти – невелика спроба побачити мандри очима інших людей. Перша частина "Перехожих" - про Південно-Східну Азію.[...] Вміщені тут історії майже не пов'язані одна з одною, тож можете починати читати їх хоч з кінця. Це те, що вдалось записати під час подорожей - на вісімдесятому поверсі хмарочоса, під пальмовим листком, яким я закривався від дощу, на мішках з бананами... У потягах, автобусах, на літаках, човнах – і навіть на мопеді. |

## Рецензії на книгу
Рецензія Іздрика на обкладинці книги:

| «Перехожі» — книжка, персонажі якої мають усі шанси стати її читачами - адже це нотатки мандрівника, що фіксує свої враження короткими і влучними нарисами про людей, які трапляються на його шляху. Автор — людина водночас спостережлива і відважна, він не знає страху перед Іншим, не боїться з головою поринати у чужі, незвідані реалії, подорожуючи автостопом, навмання, близько контактуючи з мешканцями країн, що лежать обабіч людних туристичних маршрутів, і що мабуть найважливіше, — сам не боїться бути Іншим для представників різноманітних культур. «Перехожі» — це нариси новітньої антропології, де дослідник часто сам стає об'єктом уваги та спостереження. Це «антропологія мережі» та горизонтальних зв'язків. Якщо ж автор розширюватиме географію подорожей, наступні видання цієї книжки, перекладені мовами країн, про які в ній ідеться, цілком можуть претендувати на долю світового бестселера. |